# 中井竹山
中井 竹山（なかい ちくざん、享保15年5月15日（1730年6月29日） - 享和4年2月5日（1804年3月16日））は江戸時代中期の儒学者である。大坂の学問所 懐徳堂の四代目学主として全盛期を支える。中井甃庵の長男。中井履軒は実弟。中井蕉園は子。中井碩果、並河寒泉は孫。中井桐園（履軒の孫）は碩果の養子。中井木菟麻呂は桐園の子。
名を善太、元服後に積善と改名。字は子慶。号は竹山、同関子、渫翁、雪翁など。

## 経歴

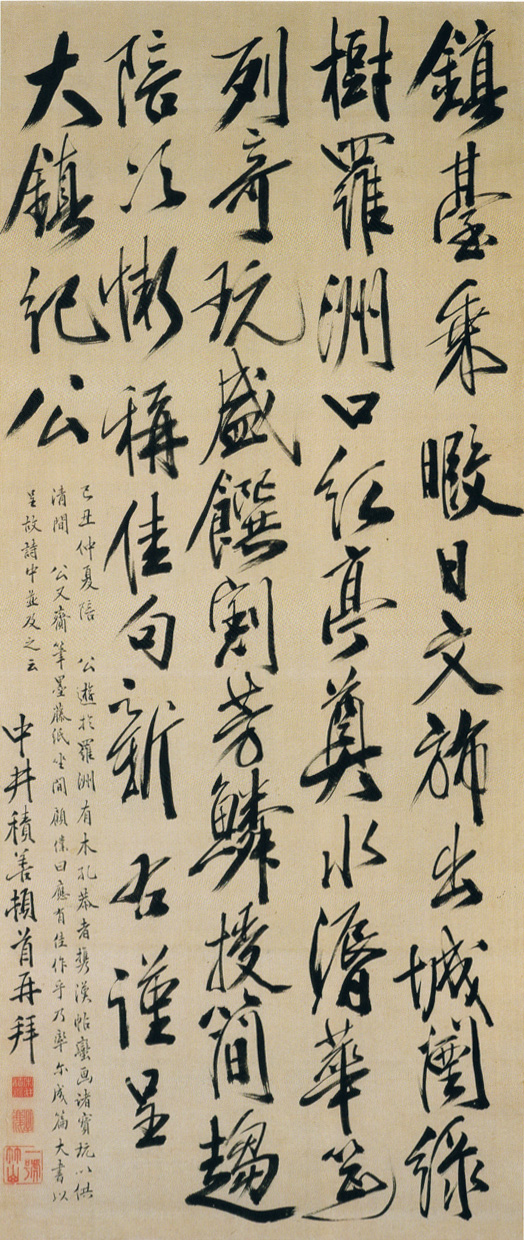
竹山書 五言律詩 紙本墨書 明和6年(1765)

### 出生と成長
懐徳堂第2代学主 中井甃庵の長男として大坂尼崎町の懐徳堂内で生まれる。母の早は播磨の植村氏出身。2歳下に弟の履軒がいる。
甃庵は厳格であったが愛情深く竹山兄弟を育て薫陶を授けている。

### 師と教え
竹山が10歳のころより兄弟ともに、懐徳堂の助講 五井蘭洲に師事し勉学に励む。蘭洲は和漢の学に通じ、その教えは経学、漢学以外にも文章、詩歌、神道、仏教、史学、経済、兵学などに及んでいた。竹山兄弟に与えた蘭洲の影響は大きく、後に「懐徳堂学派」と呼ばれるほど独自の学風が培われた。

### 懐徳堂の経営
27歳の時、京都より妻 順（革島氏）を娶る。
宝暦8年（1758年）、甃庵が病没するとその遺志を継いで、29歳の竹山は預人に就任した。この役職は懐徳堂の校務全般を司り、実質的な経営者として第3代学主となった三宅春楼を支えた。天明2年（1782年）に春楼が歿すると53歳にて第4代学主に就任する。

### 官学化への夢
懐徳堂は父 甃庵の時代に官許学問所となっていたが、竹山はさらに昌平黌が官学化されたように懐徳堂を大坂における官立学問所とすることを夢見た。竹山の様々な努力によって懐徳堂は西日本における学問の中心地としての一角を占めるようになっており、諸大名や旗本、学者らとのネットワークの広がりによってその評判は確実なものとなっていた。
そんな折に竹山にとって願ってもないチャンスが訪れた。天明8年6月（1788年）、老中になったばかりの松平定信の来阪である。わずか3日という短い滞在期間の中で定信は竹山と引見し、政治や経済、学問などについて竹山に諮問した。会見は4時間にも及んだという。この会見に触発されて後に竹山は『草茅危言』を書き、定信に献上した。
この後、竹山の名声は全国に拡がり、来阪する諸大名や旗本らの招きが増え、懐徳堂には諸藩士や学者の訪問が相次いだ。大坂城代・堀田正順との関係も緊密となり、召し抱えの儒者として城内に自由な出入りが許され、講義をするようになる。
竹山は宴のときに酒客に「豪商 鴻池が弟子となり、力士谷風も出入りしている。わたしとこの二人、世界は違うが皆天下の第一流である」と豪語したと伝えられる（『続近世叢語』）。懐徳堂の絶頂期といえる。

### 挫折
寛政4年（1782年）5月16日、大坂大火により懐徳堂は全焼する。とりあえずの仮屋を建築すると竹山は門人らと江戸に向かった。再建するに当たりかねてより念願の官学化を幕府に陳情するためである。ところが老中松平定信に直接会う事は出来ず、願書を奉行所に提出するに留まる。この後、奉行所から設計図や見積の提示を求められたが、最終的に幕府からの再建補助は300両という金額に抑えられ懐徳堂の官学化どころか、学舎の再建にも窮してしまう。門人らの寄贈によって大火から4年後になんとか再建は適ったが、竹山は急激に老いを感じはじめ、寛政9年（1787年）、68歳にてついに隠居し渫翁と名乗る。

### 晩年
徳川家の伝記である『逸史』を書き上げ、寛政11年（1789年）幕府に献上する。将軍家より褒美を賜り、竹山は非常に喜んだという。尾藤二洲から昌平坂学問所の史局総裁として招聘されたが、病気を理由に固辞した。その後も薩摩藩、加賀藩、熊本藩から招聘されるがすべて固辞。肥満体であったために脚を痛めていたが、本心は懐徳堂から離れることを避けたかったのである。それほど懐徳堂と一体となった人生を歩んだ。
享和3年（1803年）将来を期待していた四男 蕉園が37歳で病没する。七男碩果が跡を継いで預人となったが、悲しみや不安を拭う事は出来なかった。心痛と疲労が重なった竹山は翌年2月5日歿する。享年75。誓願寺（浄土宗、大阪市中央区上本町西4-1-21）に葬られる。
諡号は文桓とされたが後に履軒によって文恵に改められた。

## 学問
竹山は朱子学を信奉し、代表作『非徴』などで徂徠学を厳しく排撃している。しかし、懐徳堂ではかつてより内々ながら陽明学の講義がなされており、さらに伊藤東涯とも交流がありその古義学についても排斥する事はなく、傍目から見るとやや折衷学派的な態度に見えたようである。親友の頼春水もこの点について不満をもっていたようである。
「寛政異学の禁」については幕府が文教政策を明確化したことで儒者の社会的地位が向上するとして大いに賛成した。

## 関連人物

### 交遊
- 頼春水
- 尾藤二洲
- 古賀精里
- 木村蒹葭堂
- 上田秋成
- 高山彦九郎
- 三浦梅園
- 藪孤山
- 股野玉川
- 藤江軍治

### 門弟
- 山片蟠桃
- 堀田正邦
- 脇愚山
- 佐藤一斎
- 貫名海屋
- 帆足万里
- 小西惟冲
- 三浦修齢
- 角田九華
- 丸川松隠
- 長野豊山

### その他
- 並河寒泉は竹山の孫にあたる（末娘の子）

## 著述
- 『草茅危言』
- 『非徴』
- 『逸史』
- 『易断』
- 『詩律兆』
- 『非徴』
- 『社倉私議』
- 『蒙養篇』